# Франка-Сан Роко (Лоди)
Франка-Сан Роко је насеље у Италији у округу Лоди, региону Ломбардија.
Према процени из 2011. у насељу је живело 94 становника. Насеље се налази на надморској висини од 50 м.